# Indophantes agamus
Indophantes agamus là một loài nhện trong họ Linyphiidae.
Loài này thuộc chi Indophantes. Indophantes agamus được Andrei V. Tanasevitch & Michael Ilmari Saaristo miêu tả năm 2006.